# آتلانتا (لوئیزیانا)
آتلانتا (به انگلیسی: Atlanta) شهری در ایالت لوئیزیانا کشور ایالات متحده آمریکا است که جمعیت آن در سرشماری سال ۲۰۱۰ میلادی، ۱۶۳ نفر بوده‌است.